# Niloofar Rahmani
Pour les articles homonymes, voir Rahmani.
Niloofar Rahmani (en persan : نیلوفر رحمانی), née en 1992 en Afghanistan, est une militaire afghane, pilote dans l'armée de l'air de son pays.
Elle est la première femme pilote d'aéronefs à voilure fixe dans l'histoire de l'Afghanistan et est également la première femme intégrée à l'armée afghane depuis la chute des talibans en 2001.

## Biographie

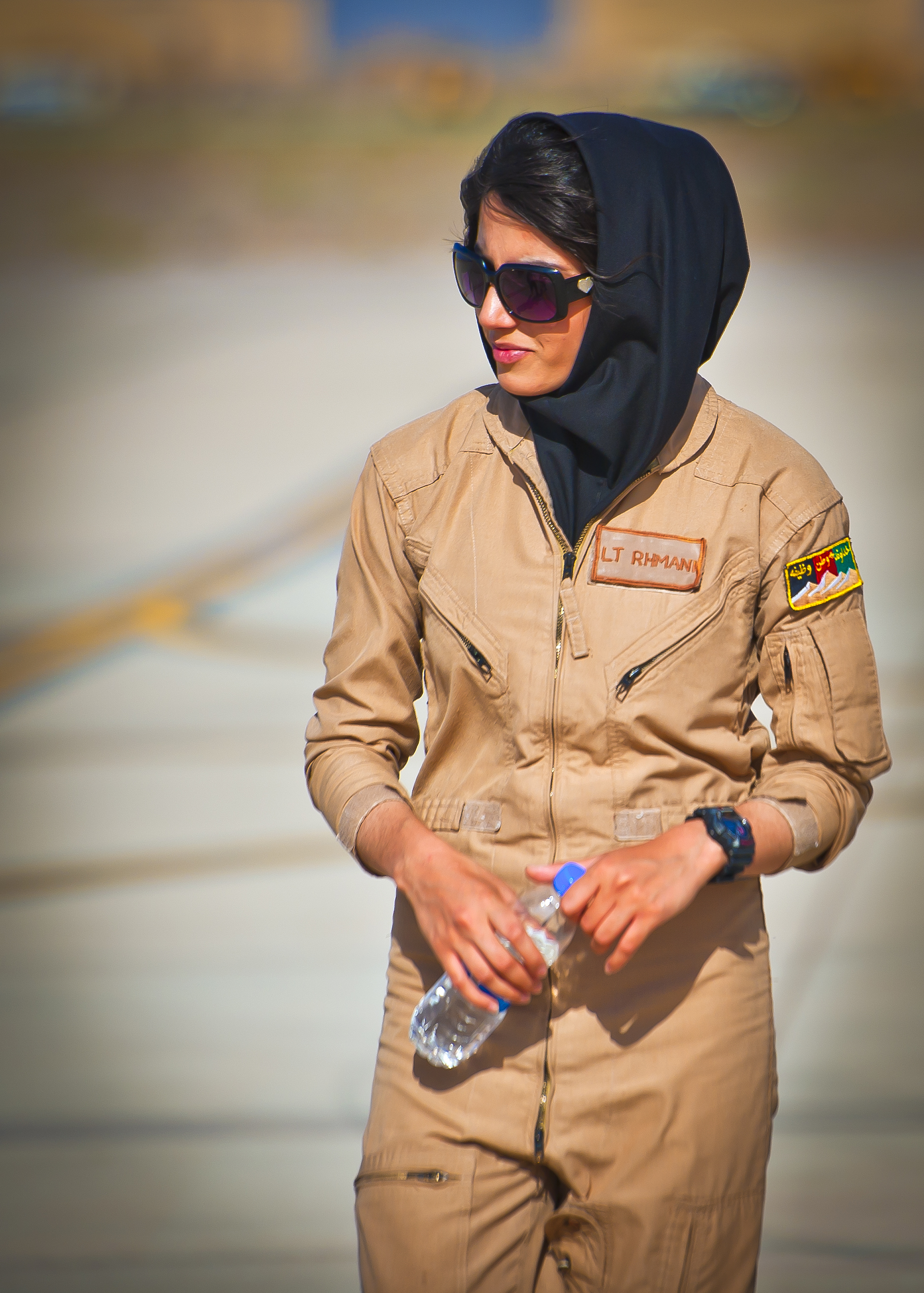
Nilofar Rahmani en mai 2013.

Enfant, elle rêve d'être pilote pour voler comme un oiseau et est encouragée dans cette voie par son père. Lui-même tenta de rejoindre l'armée afghane dans les années 1980.
Elle entre dans une formation des forces aériennes en 2010 et signe avec l'armée de l'air en 2011, l'année où celle-ci ouvre ses portes aux femmes. À 21 ans, elle devient la première femme pilote de l'armée de l'air afghane de l'ère post-Talibans. Elle reçoit depuis de nombreuses menaces de mort émanant de ces derniers mais aussi de membres éloignés de sa famille qui refusent de voir une femme dans l'armée. Lors d'une interview avec l'Agence France-Presse en 2015, elle avoue porter constamment une arme sur elle et ne jamais sortir en uniforme dans la rue pour ne pas attirer l'attention. Deux femmes ont déjà été pilotes d'hélicoptère dans l'armée de l'air en 1991, les sœurs Laliuma et Latifa Nabizada.
Elle vole sur un Cessna 208 qui sert au transport de troupes vers les zones de combat.
En mai 2018, elle reçoit l'asile politique aux États-Unis après avoir posé sa demande en décembre 2016 au terme d'une formation de quinze mois avec l'armée de l'air américaine à la suite des menaces de mort reçues. Sa famille vit cachée en Afghanistan.

## Récompenses et distinctions
En 2015, Niloofar Rahmani a reçu le prix international de la Femme de courage du département d'État des États-Unis,.

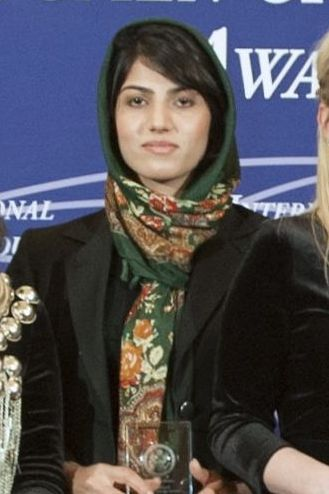
Niloofar Rahmani en 2015.